# Crnogorski orkestar mladih
Crnogorski orkestar mladih  je kamerni orkestar osnovan 2018. godine od strane Udruženja mladih umjetnika Crne Gore. Orkestar je postao predstavnik Crne Gore u Evropskoj federaciji orkestara 2019. godine.
Od svog osnivanja, Crnogorski orkestar mladih, pored poznatih klasičnih djela, izveo je više premijera savremenih kompozicija crnogorskih autora. Za kompoziciju Nokturno za solo violinu, orkestar i elektroniku orkestar je 2020. godine snimio prvi koncertni spot takve vrste u Crnoj Gori. Od svog osnivanja orkestar je poručio i premijerno izveo preko 10 premijera savremenih kompozicija umjetničke muzike, što ga čini jednim od važnijih kreatora savremene kulturne baštine Crne Gore.  

## Značajni nastupi
- 2018: Humanitarni Gala Koncert, Podgorica
- 2018: Multimedijalna izložba Eros, krv i svetost, Cetinje
- 2019: Evropski dani kulturne baštine, Ulcinj
- 2019: Festival mladih umjetnika 19, Berane[5]
- 2020: Kraljevsko pozorište Zetski dom, Cetinje
- 2020: Međunarodni festival Kotorart, Kotor[6]
- 2021: Kolektor, Podgorica [7]
- 2021: Međunarodni festival Kotorart, Kotor
- 2022: E-Werk, Frajburg [8]
- 2022: Hrvatsko narodno kazalište, Split [9]
- 2022: Muzički centar Crne Gore, Podgorica [10]

## Spoljašnje veze
- Zvanični sajt orkestra
- Zvanični kanal